# Conto de Aqhat
O Conto de Aqhat  ou Epopeia de Aqhat  é um mito cananeu de Ugarit,  uma cidade antiga no que hoje é a Síria. É um dos três textos mais longos encontrados em Ugarit, sendo os outros dois a Lenda de Keret e o Ciclo de Baal. Data de aproximadamente 1350 a.C.
Embora o conto completo não tenha sido preservado, restam dele, segundo David Wright, "aproximadamente 650 versos poéticos", sendo a maior parte do seu conteúdo relativo a "performances rituais ou seus contextos". Os restos da história são encontrados em três tábuas de argila, faltando o início e o fim da história. Essas tabuinhas foram descobertas em 1930 e 1931.
O Conto de Aqhat foi escrito em Ugarit pelo sumo sacerdote Ilmilku, que também foi o autor da Lenda de Keret e do Ciclo de Baal. Os três personagens principais do conto são um homem chamado Danel, seu filho Aqhat e sua filha Pugat. 

## A narrativa

### Primeira tabuinha
Danel é descrito como um "governante justo" (Davies) ou "provavelmente um rei" (Curtis), fazendo justiça às viúvas e órfãos. Danel começa a história sem um filho, embora a falta de material no início da história não deixe claro se Danel perdeu os filhos ou se simplesmente ainda não teve um filho. Em seis dias consecutivos, Danel faz oferendas no templo, solicitando um filho. No sétimo, o deus Baal pede ao deus supremo El que dê um filho a Danel, com o que El concorda.
As orações de Danel aos deuses são respondidas com o nascimento de Aqhat. O agradecido Danel realiza uma festa para a qual convidou as Kotharat, divindades femininas associadas à gravidez. 
Uma lacuna aparece no texto. Depois disso, Danel recebe uma reverência do deus Kothar-wa-Khasis, que agradece a Danel por lhe proporcionar hospitalidade. De acordo com Fontenrose, o arco é dado a Danel quando Aqhat ainda é uma "criança", enquanto Wright entende a história como sendo depois que Aqhat "cresceu". 
Depois de faltar uma parte do texto, a história recomeça quando Aqhat, descrito por Louden como "agora um jovem", está celebrando uma festa na qual várias divindades estão presentes.
Aqhat, que agora tem o arco, receberia uma recompensa da deusa Anat se ele o desse a ela. Anat oferece primeiro ouro e prata a Aqhat, mas ele recusa. Ela então lhe oferece a imortalidade, mas ele recusa novamente.  Ao fazer suas ofertas, ela usa uma linguagem que provavelmente também implica uma oferta de natureza sexual. Sua recusa é desrespeitosa: ele diz a ela para ir buscar seu próprio arco de Kothar-wa-Khasis e diz que as mulheres não têm nada a ver com tais armas. Ele insiste que a imortalidade é impossível: todos os humanos devem morrer.  Anat, indignada, sai para falar com o deus supremo El.

### Segunda tabuinha
Anat reclama com El, de acordo com Wright "aparentemente para receber sua permissão para punir Aqhat". A resposta inicial de El, se é que ele dá uma, não é legível devido à natureza danificada da placa, mas o tom de Anat passa de inicialmente respeitoso para ameaças violentas contra El. Relutantemente, El concede permissão a Anat para fazer o que quiser.
Anat então mata Aqhat. O personagem que mata Aqhat pessoalmente é Yatpan, descrito por Vrezen e van der Woude como "um dos guerreiros de Anat", mas por Pitard simplesmente como "um de seus devotos". Yatpan, magicamente transformado em águia, ataca Aqhat.

### Terceira tabuinha
Aqhat morre e Anat o elogia, expressando pesar por sua morte. Embora o texto neste ponto seja fragmentário, ele indica que seu arco foi quebrado no incidente, e Anat também expressa sua angústia pela perda do arco, em termos ainda mais fortes. Ela também lamenta que, devido ao assassinato, as colheitas em breve começarão a falhar.
Enquanto isso, Danel, que não percebe que seu filho está morto, continua cumprindo suas funções judiciais no portão da cidade. Sua filha Paghat percebe que uma seca começou e que aves de rapina estão rondando sua casa. Ela sente uma tristeza profunda.
Neste ponto, o texto contém linguagem sobre as roupas de Danel sendo rasgadas, indicando que Paghat rasgou as roupas de Danel ou que Danel rasgou suas próprias roupas em luto pela seca. O texto mostra Danel orando por chuva, seguido de várias falas sobre uma seca que dura sete anos, de difícil interpretação. Danel sai para os campos, expressando seu desejo de que as colheitas cresçam e expressando esperança de que seu filho Aqhat as colha, indicando que ele ainda não percebeu que Aqhat morreu.
Neste ponto, dois jovens aparecem e informam a Danel e Paghat que Aqhat foi morto por Anat. Vendo abutres no alto, Danel chama Baal, pedindo-lhe que derrube os abutres para que ele possa abri-los em busca dos restos mortais de seu filho. Baal obedece, mas Danel não encontra restos mortais. Danel vê o pai dos abutres e novamente faz com que Baal traga o pai dos abutres para inspeção. Novamente, nenhum vestígio foi encontrado. Finalmente, Danel invoca Baal para derrubar a mãe dos abutres, onde encontra os ossos e a gordura de Aqhat. Danel enterra os restos mortais que encontrou às margens do Mar da Galileia.
A morte injusta de Aqhat origina uma seca que dura anos.
A irmã de Aqhat, Paghat, decide se vingar matando Yatpan.

## Danel do conto ugarítico e o Danel mencionado no livro bíblico de Ezequiel
Através de indícios de ambos os textos e pela dificuldade cronológica em se estabelecer a hipótese tradicional, alguns estudiosos defendem que o personagem Danel do Conto de Aqhat e o Danel do mencionado na Bíblia em Ezequiel 14:14,20 e 28:3-4 (em diversas traduções, vertido como "Daniel") tenham a mesma origem cultural ugarítica, mesmo que o autor de Ezequiel não tenha tido acesso diretamente ao Conto de Aqhat. Mesmo que o personagem do livro bíblico de Daniel já tivesse nascido na época da escrita do livro de Ezequiel, seria novo demais para ter tão grande fama de justo e velho demais para ainda estar vivo na época da queda da Babilônia sob os persas.